# توموكو كاواكامي
توموكو كاواكامي (川上とも子 كاواكامي توموكو, الكتابة الحقيقية لاسمها:川上倫子)؛ (25 أبريل 1970 - 9 يونيو 2011)، مؤدية أصوات يابانية.

## وفاتها
توفيت من سرطان المبيض.

## أدوارها في الأنمي

### مسلسلات أنمي تلفزيونية
- بليتش - سويفون (الصوت الأول)
- هيكارو نو غو - هيكارو شيندو
- فوشيغي يوغي - تشيريكو
- هواء - ميسوزو كاميو
- الرقيب كيرورو - فويوكي هيناتا (الصوت الأول)
- داركر ذان بلاك: المقاول الأسود - أمبر
- داركر ذان بلاك: جوزاء النيزك - أمبر
- إلفن ليد - ماريكو
- أوتينا فتاة الثورة - أوتينا تنجو
- حكايات أشباح المدرسة - ساتسكي ميانوشيتا
- شامان كينج - بيريكا
- التلميذ الأقوى في التاريخ كينيتشي - ميو فورينجي
- كرونو كروسيد - روزيت كريستوفر
- موشيشي - أكي
- إنجليك لاير - مادوكا فوجيساكي
- نزيل الظلام - كازوسا أوتوناشي
- كانون 2002 - سايوري كوراتا
- كانون 2006 - سايوري كوراتا
- جنود السايبورغ - سينثيا
- كلاند - فتاة عالم الخيال
- كلاند بعد القصة - فتاة عالم الخيال
- أوتلو ستار - هانميو
- بيدابول - لوي لوي
- كارد كابتور ساكورا - ريكا ساساكي
- نادي مضيفي ثانوية أوران - كوريتاكي
- خيميائي الفولاذ - كايال
- ناباري نو أو - سوبارو فوشيتا
- إكس إكس إكس هوليك - الفتى (الذكرى)
- هاجيمي نو إيبو - كوميكو موريتا
- ساحرة الثلج الصغيرة شوغر - شوغر
- ترينيتي بلاد - إيليس وازماير
- غريت تيتشر أونيزوكا - ميغومي هوشينو
- بوكيمون - فايوليت، ترينيتي
- ذا لو أوف ويكي - موري أي

### أوفا أنمي
- تسوباسا طوكيو ريفيليشن - كارين

### أفلام أنمي
- بليتش: ميموريز أوف نوبودي - سويفون
- بليتش: ذا داياموند داست ريبيليون هيورينمارو آخر - سويفون
- بليتش: فايد تو بلاك, أنادي اسمك - سويفون
- إينوياشا: مشاعر تتخطى الزمان - هاري

## أدوارها في ألعاب الفيديو
- ديفل كينغز - باف
- تيلز أوف ديستني 2 - نانالي فليتش
- جانجريف - ميكا أساغي
- جانجريف أوفردوز - ميكا أساغي
- سوبر سماش برذرز براول - آيفيسور، غارديفوار

## أدوارها في الدبلجة اليابانية
- جومانجي - جودي شيبرد

## وصلات خارجية
- توموكو كاواكامي على موقع IMDb (الإنجليزية)
- توموكو كاواكامي على موقع ميوزك برينز (الإنجليزية)
- توموكو كاواكامي على موقع قاعدة بيانات الفيلم (الإنجليزية)
- توموكو كاواكامي على موقع ANN person (الإنجليزية)
- صفحة Bulbapedia